# Mansa minor
Mansa minor är en stekelart som först beskrevs av Szepligeti 1916.  Mansa minor ingår i släktet Mansa och familjen brokparasitsteklar. Inga underarter finns listade i Catalogue of Life.